# Тульчинська управа
Тульчинська управа — філія Південного товариства декабристів, створена у 1818 р. за ініціативою Павла Пестеля у Тульчині, існувала до 1826 р. Спочатку була філією Союзу благоденства. У 1823 р. стала головною управою Південного товариства. Членами Тульчинської управи, крім П. Пестеля, також були: І.Бурцов, Олексій Юшневський, М. Бестужев-Рюмін, В. Раєвський, І. Поліньяк та інші. Вони виступали за повалення самодержавства та встановлення республіканського правління. У національному питанні заперечували право неросійських народів Російської імперії (крім поляків) на самовизначення. Після арешту П. Пестеля і придушення повстання Чернігівського полку Тульчинська управа припинила існування.

## Рішення здійснити переворот
Управа, або Тульчинська дума, підпорядковувалася Корінній думі в Санкт-Петербурзі. П.Пестель і частина «Тульчинської думи» (управи) належали до радикальної частини членів «Союзу благоденства».
На початку 1820 на глибоко законспірованому засіданні-нараді в С.-Петербурзі саме на основі доповіді П.Пестеля Корінна дума одноголосно ухвалила рішення здійснити переворот, встановити в Росії республіку і запровадити конституцію.
Із березня 1821, після розпуску «Союзу благоденства», на чолі Тульчинської управи була обрана директорія (полковник П.Пестель і генерал-інтендант О.Юшневський).
Вона стала центром Південного округу (товариства) декабристів (див. Декабристів рух), до якого входило з 1823, крім Тульчинської, ще дві управи — Кам'янська управа, яку очолювали генерал-майор князь С.Волконський і відставний полковник В.Давидов, і Васильківська управа — підполковник С.Муравйов-Апостол і підпоручик М.Бестужев-Рюмін. До останньої у вересні 1825 приєдналося Товариство з’єднаних слов’ян, створене в Новограді-Волинському на чолі із братами підпоручиками П.Борисовим і А.Борисовим та дворянином Ю.Люблінським. Разом на півдні було прийнято в члени більше 50-ти осіб.
У березні 1821 П.Пестель та особисто йому віддані члени Т.у. дали клятву досягти поставленої мети, постановили сплачувати внески у відповідності із заможністю кожного.
Управа ділила всіх членів і прихильників на бояр, мужів, братів та друзів. Мужі та бояри мали право на приймання членів, а бояри були тими, хто приєднувався до директорії для ухвалення рішень. «Брати» не мали права індивідуально приймати у члени, а «друзі» не були членами управи, але їх намагалися залучити.
Керівники Керівники управ півдня брали участь у щорічних зібраннях у Києві у січні (на контракти; див. Київський контрактовий ярмарок) 1822—25, де приймалися вирішальні постанови, зустрічалися з представниками директорії Північного товариства (кн. С.Трубецькой), членами варшавського польського Патріотичного товариства (Яблоновський, Гродецький, Г.Олізар) та спілкувалися з окремими членами розпущених полтавської і київської масонських лож.
Плани дій декабристів, зокрема членів Т.у., які не стали дійсністю, були такими: організувати замах на імператора Олександра I, захопити його під час огляду військ в Бобруйську (нині місто Могильовської обл., Білорусь) 1823 чи Білій Церкві 1824, організувати групу нападу на хворого імператора в Таганрозі (нині місто Ростовської обл., РФ) 1825, і останнє, погоджене з Північним округом товариства, рішення — здійснити переворот восени 1826 під час перебування імператора у військах на півдні.

## Розправа
Керівництво Т.у. в листопаді 1825 дізналося про доноси і вжиті урядом заходи щодо розслідування діяльності організації декабристів та ще до перших арештів знищило листування, сховало, зокрема, «Руську Правду» П.Пестеля, інші документи про практичну діяльність. Відверті зізнання ніби давали надію на помилування монарха, але новий імператор Микола I жорстоко розправився із прогресивною суспільно-політичною думкою в Росії, не помилував найактивніших членів Південного товариства П.Пестеля, С.Муравйова-Апостола і М.Бестужева-Рюміна, засуджених до страти.
Виступ Чернігівського полку на чолі з керівниками Васильківської управи 28 грудня 1825 — 3 січня 1826, не підтриманий членами інших управ півдня, виявився демонстрацією відданості ідеям декабризму.